# The Stranger Left No Card
The Stranger Left No Card is een Britse kortfilm uit 1952, geregisseerd door Wendy Toye.

## Verhaal
Een vreemdeling komt, verkleed als een rondtrekkende goochelaar, aan in een kleine stad. Na tien dagen in de stad te hebben verbleven, waar zijn buitensporige gedrag hem al snel een reputatie bezorgt van een onschuldige flamboyante grappenmaker, bezoekt hij een zakenman. Hoewel de zakenman aan het einde van de werkdag naar huis wil, houdt de vreemdeling hem bezig met goocheltrucs. De laatste van deze trucs laat de zakenman geboeid. Het wordt vervolgens duidelijk dat de vreemdeling zich al meer dan een week in kostuum tooit om getuigen in verwarring te brengen. Hij haalt de verhogingen van zijn schoenen om zijn werkelijke korte lengte te laten zien en verwijdert zijn valse baard, wenkbrauwen en pruik om zijn gezicht te tonen. De zakenman heeft hem vijftien jaar geleden veroordeeld laten worden voor een misdaad die hij niet heeft begaan. De vreemdeling steekt de zakenman door het hart en vertrekt onopgemerkt.

## Rolverdeling
| Acteur           | Personage      |
| ---------------- | -------------- |
| Alan Badel       | de vreemdeling |
| Cameron Hall     | Mr. Latham     |
| Geoffrey Bayldon | hotelbediende  |
| Eileen Way       | secretaresse   |

## Prijs
De film won in 1953 op het filmfestival van Cannes de prijs voor beste kortfilm (fictie).